# シャックとコービーの確執
シャックとコービーの確執（シャックとコービーのかくしつ、英: Shaq–Kobe feud）とは、1996年から2004年までロサンゼルス・レイカーズで共にプレーした全米プロバスケットボール協会 (NBA) の選手であったシャキール・オニールとコービー・ブライアントの対立のことである。
レイカーズは3年連続 (2000年、2001年、2002年) でNBAチャンピオンに輝き、2004年にもNBAファイナルに進出した。オニールはそれぞれの優勝でNBAファイナルMVPに選ばれたが、彼ら2人の個人的な相違やレイカーズでのそれぞれの役割をめぐる論争が続いた後、シャックがマイアミ・ヒートにトレードで移籍し、ブライアントがレイカーズとフリーエージェントとして再契約を結んだ。レイカーズのヘッドコーチであるフィル・ジャクソンはこれらの出来事をコービーとシャックが一緒に過ごした最後のシーズンに起きたトラブルを振り返りながら、2004年に『The Last Season: A Team in Search of Its Soul』という本を出版している。

## 原点: 1996-1999

### 1996-1997

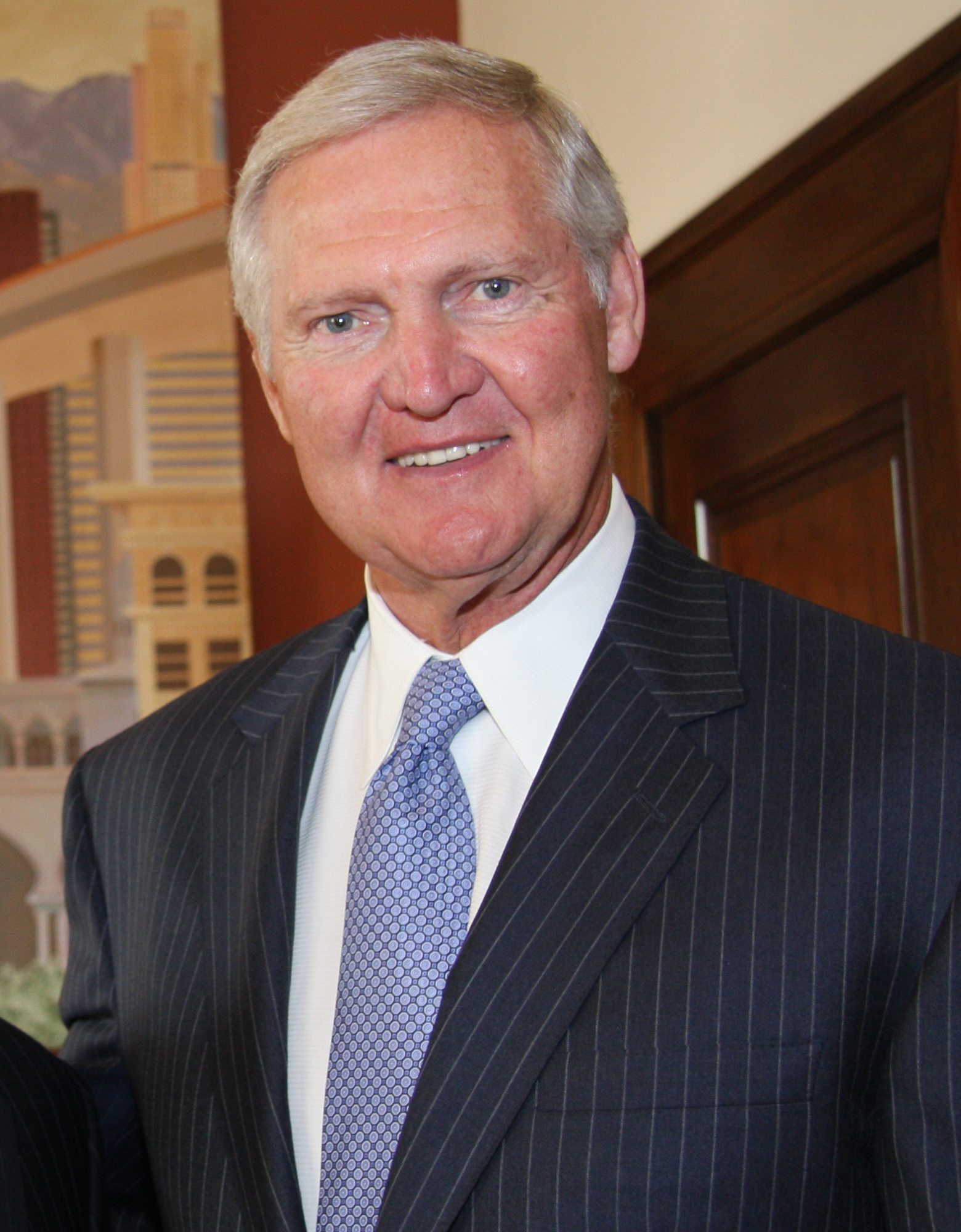
ゼネラルマネージャーのジェリー・ウェストは、1996年にシャックとコービーをレイカーズに呼び寄せた。

1996年のNBAドラフトでロサンゼルス・レイカーズはシャーロット・ホーネッツから高卒で指名されたコービー・ブライアントのドラフト交渉権を、レイカーズの生え抜きのベテランセンター、ブラデ・ディバッツを放出し、獲得した。それまでNBAチームは、高卒のガード選手を指名したことはなかった。他のベテラン選手の退団によってサラリーに空きができたレイカーズは、同年末にフリーエージェントであったオールスターセンターのシャキール・オニールと契約した。当時のコービーはチームメイトと距離を置き、バスケットボール以外のインタビューの質問には一言二言で答えていた。シャックはコービーがレイカーズと合流したとき、レイカーズに「子守をするつもりはない」と言った。コービー自身は18歳という若さにもかかわらず、自分の能力に極めて自信を持っており、チームメイトの中には、コービーの自信を傲慢と解釈する者もなかにはいた。オニールは、新人だったコービーを警戒し、「レイカーズの得点王になる」「リーグ最高の選手になる」と豪語していた。レイカーズのゼネラルマネージャーであるジェリー・ウェストは、そのシーズン、コービーに対するヘイジング(英: Hazing)にオニールのリーダーシップを批判している。シャックの性格がユーモアに溢れていたのに対し、コービーの態度はビジネス一辺倒で、チームメイトの中には自分勝手だと解釈する者もいた。オニールはコービーを派手な攻めから「ショーボート(showboat)」と呼ぶようになった。このシーズン、レイカーズが敗退したユタ・ジャズとのプレーオフの延長戦で、オニールは試合時間の残り2分でファウルアウトとなったため、レイカーズのデル・ハリスヘッドコーチは、ルーキーのコービーを中心にオフェンスを組み立てが、コービーは4本のエアボールを放つまでになった。これに対しハリスは、コービーの1対1のスキルが最適であると説明した。試合後、オニールはコービーに腕を回し、他の機会もあると言った。ウェストは、チームの成功によって判断されることになるため、チームの欠点がオニールを怒らせたと語った。

### 1998-1999
ロックアウトで50試合しか行われなかった1998-99シーズンには、デニス・ロッドマンが短期間在籍し、ハリスヘッドコーチが解雇され、元レイカーのカート・ランビスが暫定ヘッドコーチとして務めた。ロックアウトの間、オニール、ブライアント、デレク・フィッシャー、コリー・ブラントらは、2対2の形式で試合を行っていた。ブライアントは練習中いつも体を張っていたが、他の選手たちはブライアントの練習への取り組み方を嫌っていた。その後フィッシャーは、「あれは本当に、みんながやるべきプレーだったんだ。コービーの精神で」と話している。試合中にオニールはブライアントを平手打ちしたが、フィッシャーはオニールもブライアントも本当に喧嘩を始めたのではなく、二人とも体当たり的な行為をしていたのだと言った。シーズン中、チームは自分たちの問題はブライアントの自分勝手なプレーのせいだと考えていた。ある時、オニールがブライアントを指差して、ロッカールームで記者に「問題があるんではないでしょうか？ (There's the problem) 」と言ったことがあった。南カリフォルニアのスポーツ用品店では、ブライアントのジャージがオニールのジャージより売れており、オニールがオーランドで一緒にプレーしていたペニー・ハーダウェイの時と同様に嫉妬しているという噂が流れた。「それは真実からかけ離れているフェイクだよ！」、「シャックがしたいのは勝つことだけだ喧嘩は良くないよね」とフィッシャーは語った。インタビューでブライアントの成長の苦しみを手助けしたかと聞かれたオニールは、「あまり人を助けないようにしている」と答えた。「経験こそが最高の教師だ。コービーは偉大な選手だ。彼は新進気鋭の若手だ」と答えた。オニールはランビスがブライアントに好意的だと思っていたため、ランビスがベテランのチームリーダーであるオニールに、溝を癒してブライアントと話をしてほしいと頼んだ時、オニールに"無表情で冷たい視線"を向けられたという。オニールとブライアントの溝は、プレーオフでも続き、その年のプレーオフの1回戦でレイカーズはヒューストン・ロケッツに勝ったものの、2回戦ではサンアントニオ・スパーズにシリーズ4勝0敗で完敗したのである。

### 1999-2000

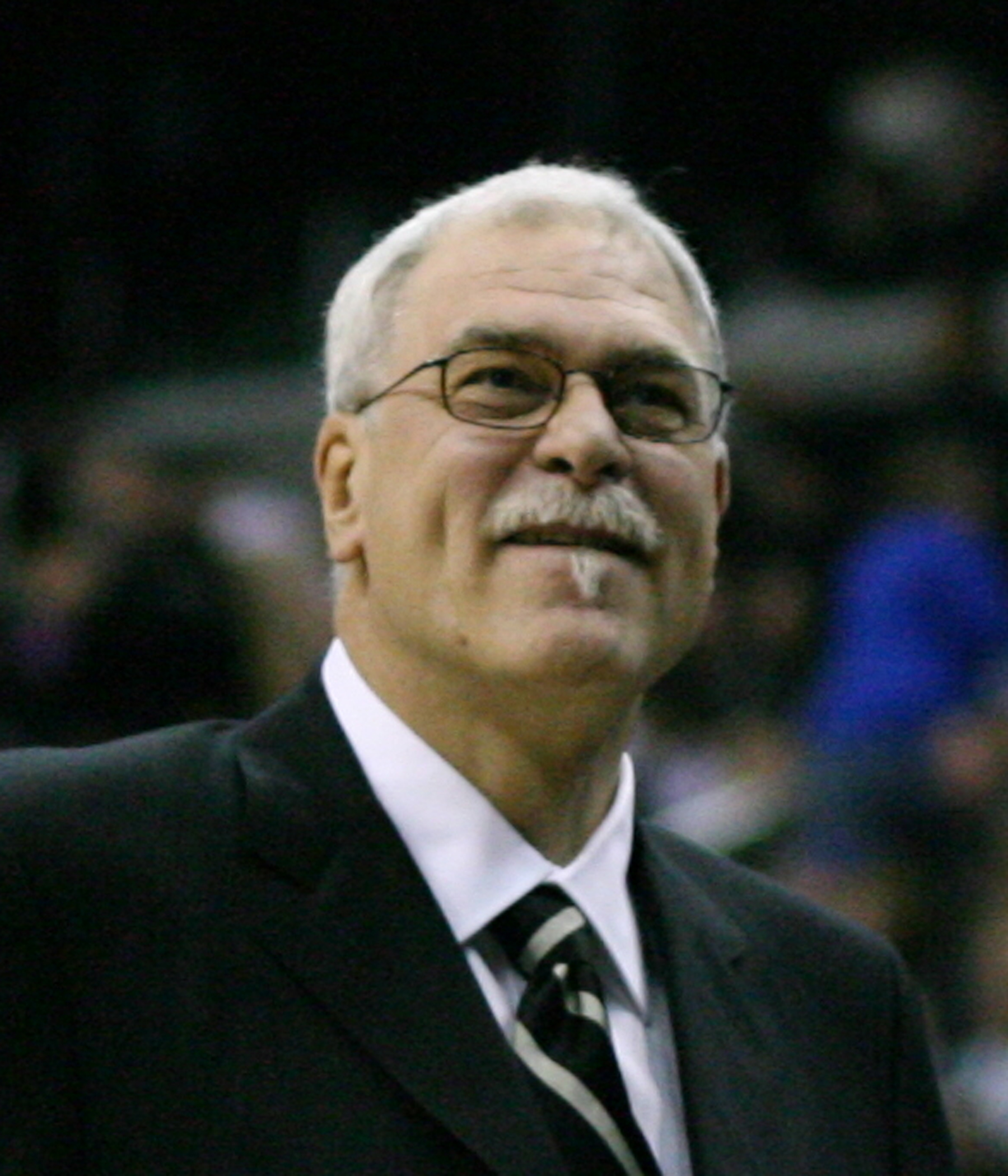
フィル・ジャクソン監督の登場で、このコンビは3連覇を達成した。